# Bisdom Bo
Het bisdom Bo (Latijn: Dioecesis Boënsis) is een rooms-katholiek bisdom met als zetel Bo, de hoofdstad van de provincie Southern in Sierra Leone. Het bisdom is suffragaan aan het aartsbisdom Freetown.

## Geschiedenis
Het bisdom werd opgericht op 15 januari 2011, uit grondgebied van het aartsbisdom Freetown en Bo, wat vervolgens hernoemd werd naar aartsbisdom Freetown. 

## Parochies
In 2018 telde het bisdom 15 parochies. Het bisdom had in 2018 een oppervlakte van 16.208 km2 en telde 1.387.000 inwoners waarvan 4,2% rooms-katholiek was.

## Bisschoppen
- Charles Allieu Matthew Campbell (15 januari 2011 - heden)